# Srikakulam
Srikakulam (Telugu శ్రీకాకుళం) és una ciutat i municipi de l'Índia, capital del districte de Srikakulam a Andhra Pradesh. Sota els mogols fou Gulshanabad i els britànics l'anomenaven Chicacole. Va agafar el seu nom actual, que ja portava antigament, el 1950. La municipalitat de Srikakulam té una població de 109.666 segons el cens de 2001, i l'aglomeració de 117.066.
Va ser ocupada pels britànics el 1759 i fou parts dels Circars Septentrionals i el 1804 fou inclosa dins el districte de Ganjam mentre Palakonda i Rajam eren incloses al districte de Vishakapatnam. El districte de Srikakulam es va crear el 15 d'agost de 1950 amb parts del de Ganjam a Orissa i parts del de Vishakapatnam a Andhra.

## Temples i llocs de culte
- Suryanarayana Swamy Alayam (Arasavilli)  i  Arxivat 2009-05-14 a Wayback Machine.
- Koteswara swamy Alayam (Gudiveedi)
- Santhosimata Alayam (Patha Srikakulam)
- Venkateswara swami Alayam (Gujaratipeta)
- Kodanda ramaswami Alayam (Krishna park)
- Ayyappa swami Alayam (Aidvaaram peta)
- Ragavendra Swami alayam (Aidvaaram peta)
- Jamma Masjid
- Mesquita Ilyaspur
- Roshansha vali Dargah (Chouk bazaar)

## Parcs
- Gandhi park
- Santhinagar park
- River view Park
- Indira Gandhi Park
- Housing Board Colony Park
- Chinnabaratam Veedhi Park
- PSN Colony Park.
- Hudco Colony Park.